# Palazzo Giuffrè

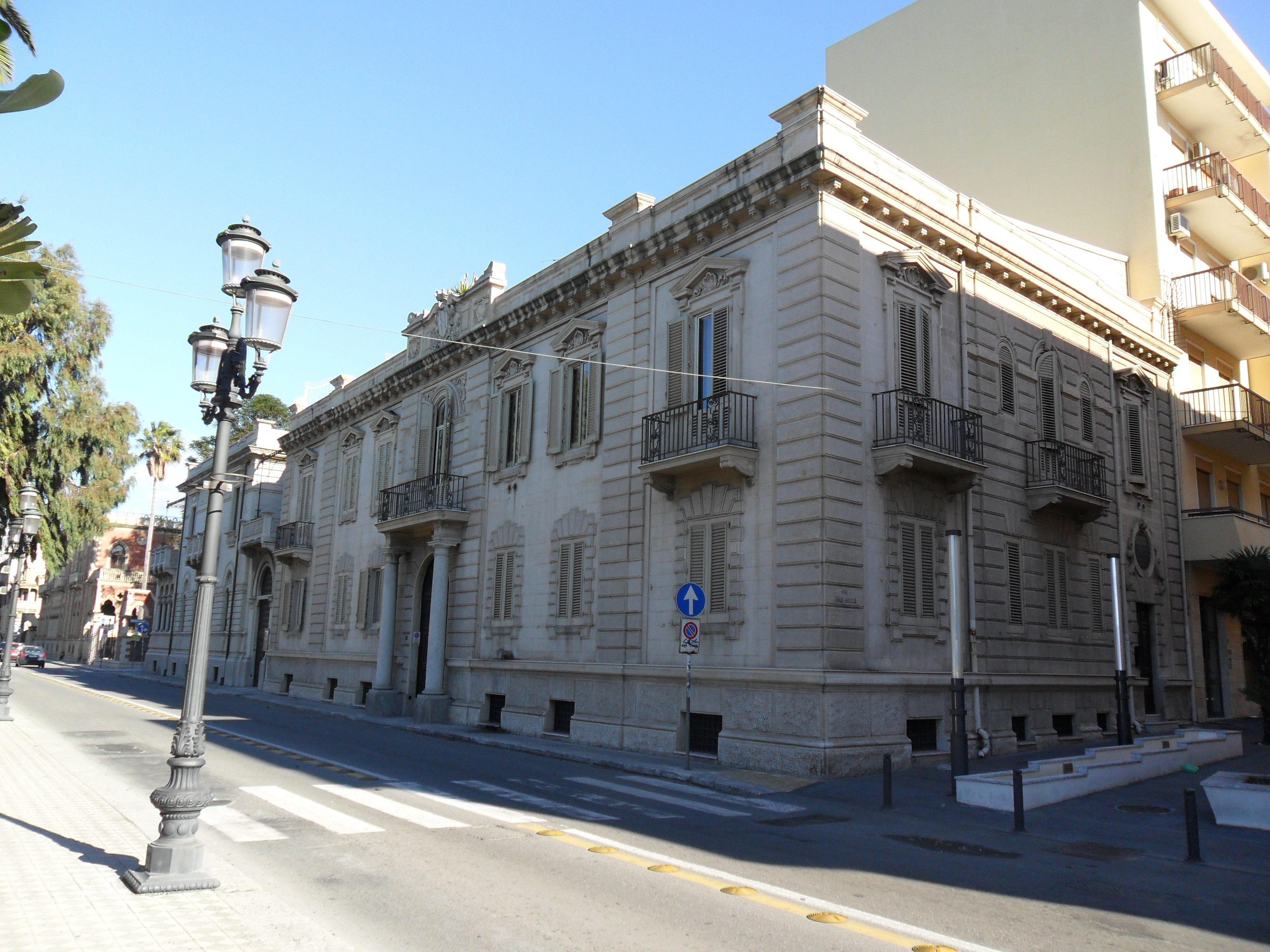
Palazzo Giuffrè in Reggio Calabria

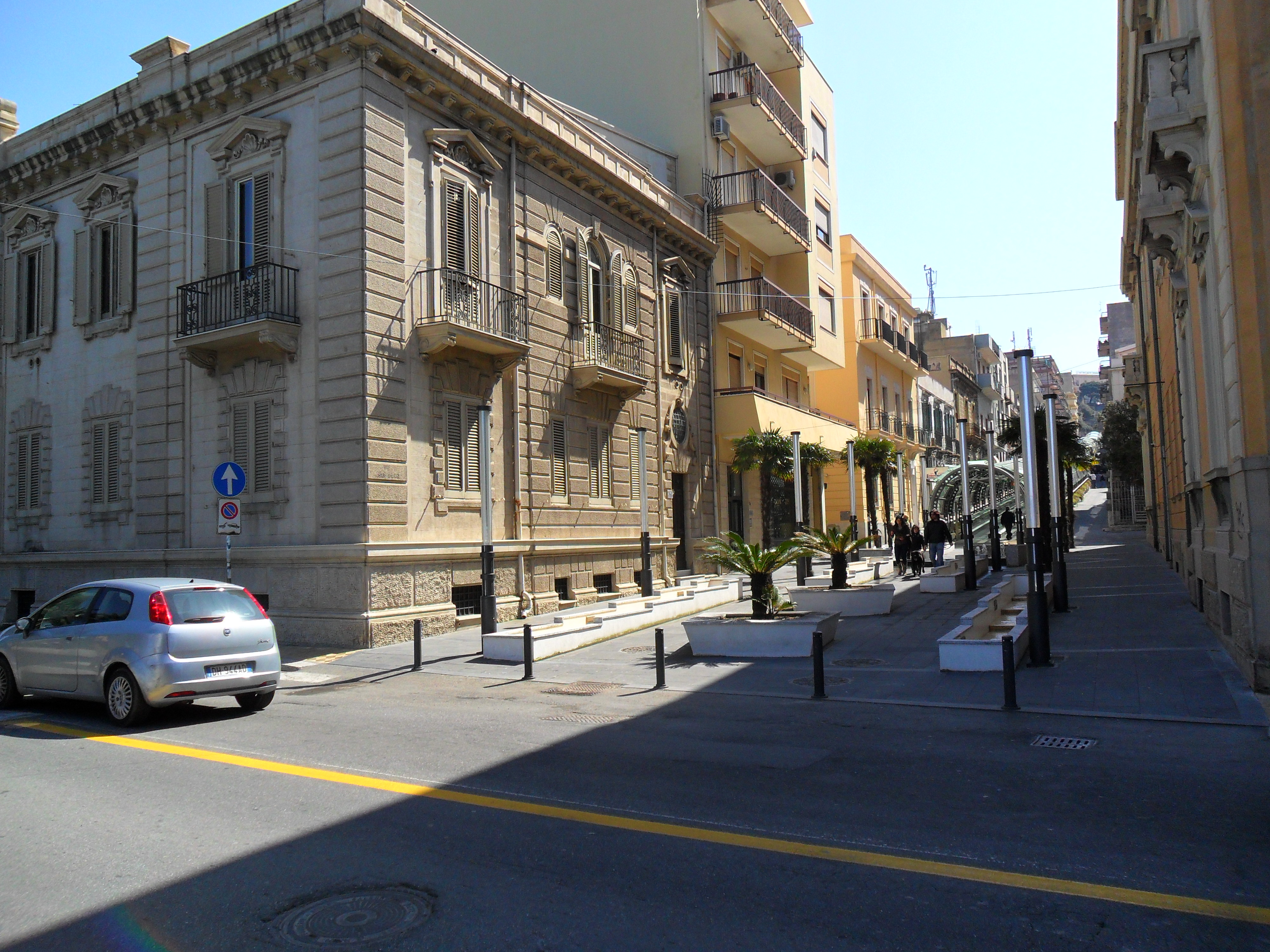
Ansicht des Palastes an der Ecke zur ‚‘Via Giudecca‘‘

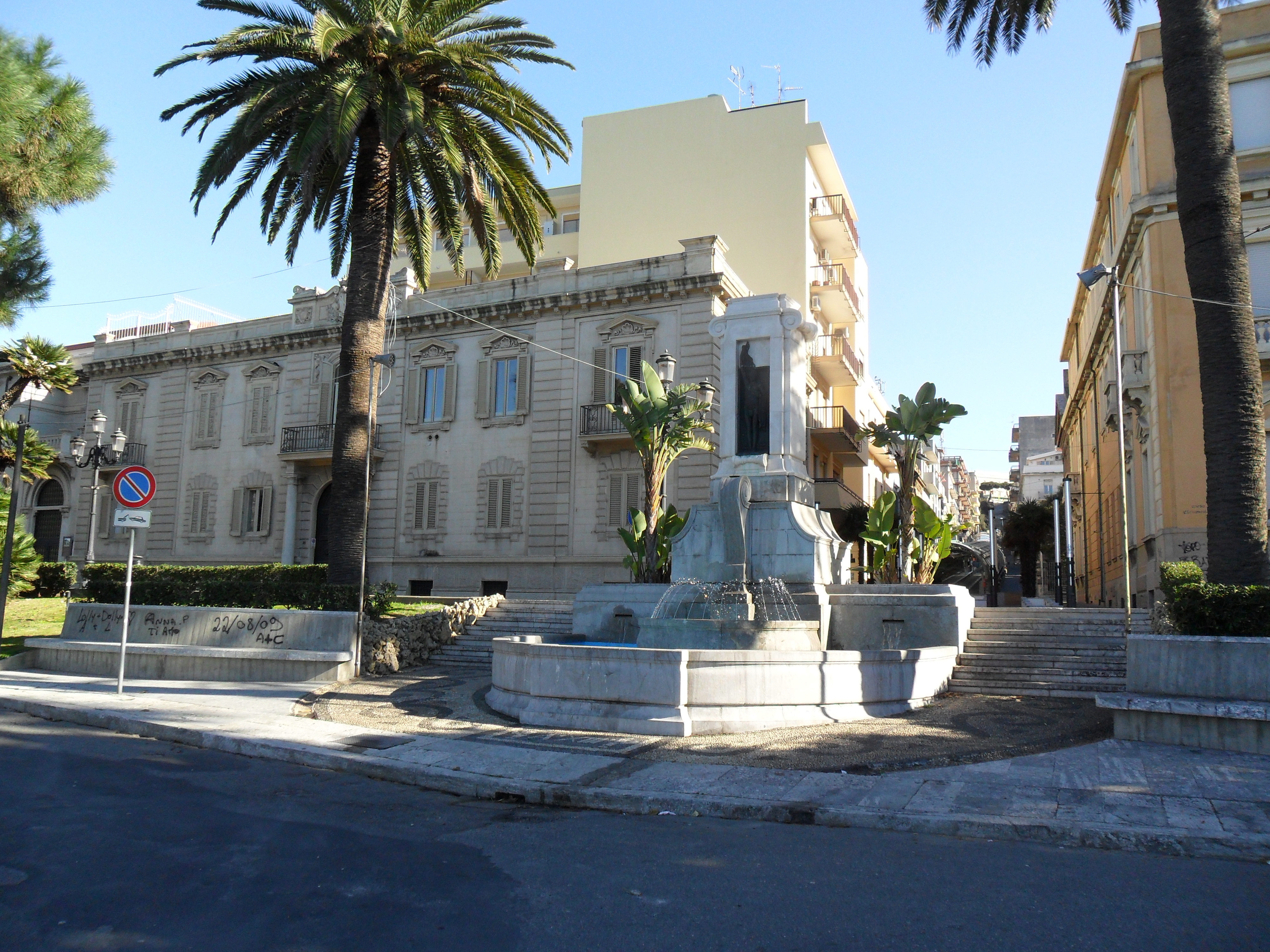
Die Fontana Monumentale in der Nähe des Palastes

Der Palazzo Giuffrè ist ein Palast aus den 1920er-Jahren im historischen Zentrum von Reggio Calabria in der italienischen Region Kalabrien, der von Bauingenieur Carlo Perissinotti Bisoni geschaffen wurde. Er liegt neben dem Palazzo Spinelli und bedeckt einen Teil des Blocks an der Ecke zwischen dem Corso Vittorio Emanuele III und der Via Giudecca.

## Beschreibung
Das Gebäude, das 1921 fertiggestellt wurde, besteht aus einem Baukörper mit Tiefparterre, Hochparterre und Obergeschoss. Es hat einen rechteckigen Grundriss. Der Palast steht auf einem großen Fundament, auf dem die Fenster des Tiefparterres in einem Sockel aus Kunststein sitzen. Die Fassaden sind nach den Regeln des Klassizismus gestaltet, die mit Einflüssen aus dem Jugendstil durchsetzt sind.
Die Hauptfassade am Corso Vittorio Emanuele III zeigt im Hochparterre ein Hauptportal mit Rundbogen, gerahmt von einem Arrangement in Bossenwerk und zwischen zwei Säulen mit klassischen Kapitellen, die den Balkon im Obergeschoss stützen. Die Fenster im Hochparterre sind mit Architraven versehen und haben Rahmen in glattem Bossenwerk. Die Wände oberhalb des Sockels und des Geschosstrennungsgesimses sind mit glattem Bossenwerk verziert, was man deutlicher im Mittelteil der Fassade sieht, sowie an den Eckstücken, sodass eine vertikale Teilung der Fassaden entsteht. Im Obergeschoss findet man eine Reihe von Fenstern und Balkonen mit schmiedeeisernen Geländern, die durch dreieckige Tympana, die in der Mitte mit Muschelakroterien und floralen Motiven verziert sind.
An der anderen Fassade wiederholen sich die gleichen architektonischen Elemente, allerdings hat diese in der Mitte ein Rundbogenfenster kleinerer Dimension als die Hauptfassade. Der Nebeneingang an der Via Giudecca hat über dem Architrav ein ovales Fenster, das mit einem Eisengitter verschlossen ist.
Das Gebäude schließt nach oben mit einem gezahnten Traufgesims und einer Balustrade im Wechsel mit einer Reihe von kleinen Pilastern ab, die sich über dem Haupteingang erheben, wo ein großes Adelswappen als Relief, versehen mit reichen Dekorationen, angebracht ist.